# Dannebrogordenens Hæderstegn
Dannebrogordenens Hæderstegn (afløste i 1952 Dannebrogsmændenes Hæderstegn) er et sølvkors, der kan tildeles bærere af Dannebrogordenen. Det forkortes D.Ht., tidligere DM)

## Historie
Dannebrogmændenes Hæderstegn blev indstiftet i det åbne brev af 28. juni 1808 af Frederik 6., og det blev tidligere ofte benævnt Sølvkorset. Ifølge anordningen for disse, dateret 28. januar 1809, skulle Dannebrogsmændenes Hæderstegn, hvis bestemmelse her nærmere fastsattes, kunne tildeles "enhver, der ved klog og redelig Stræben for Brødres Vel og ved ædel Daad i en engere Kreds har gavnet Fædrelandet". Korset, der er helt af sølv, bærer samme devise og inskriptioner som Ridderkorset og bæres i samme slags bånd uden roset på venstre kjoleopslag. 
I 1952 (reskript af 21. marts) ophørte tildelingen af Dannebrogmændenes Hæderstegn, og det blev afløst af Dannebrogordenens Hæderstegn, der er identisk med Dannebrogmændenes Hæderstegn bortset fra, at der er en roset på båndet.

## Tildeling
Fra 1808 blev Dannebrogsmændenes Hæderstegn i praksis tildelt som påskønnelse for en indsats, som ikke kvalificerede til laveste grad (Ridderkorset) af Dannebrogordenen, men det udviklede sig hastigt til også at blive en tillægsudmærkelse. Fra 1812 (kgl. åbent brev af 18. januar) kunne Dannebrogsmændenes Hæderstegn således også tildeles dem, som allerede havde fået Dannebrogordenen. I praksis fungerede Dannebrogsmændenes Hæderstegn da som en grad mellem riddergraden og kommandørgraden i Dannebrogordenen. Situationen var dermed den, at Hæderstegnet både fungerede som en selvstændig udmærkelse, der typisk givet til embedsmænd af lavere rang, f.eks. sognefogeder, overlærere, stationsforstandere, rådmænd, postmestre, fyrpassere etc., og som en tillægsudmærkelse i Dannebrogordenen. Desuden blev Ordenskapitlets medlemmer tildelt Dannebrogmændenes Hæderstegn. 
Dannebrogsmændenes Hæderstegn blev også tildelt veteraner fra Treårskrigen og 2. slesvigske krig i en særlig udgave, hvor hullerne mellem kronens bøjler ikke var udskåret.
Dannebrogsordenens Hæderstegn blev første gang tildelt i 1973 (til Eigil Knuth), men først i slutningen af 1980'erne påbegyndte man for alvor tildelingen af Dannebrogordenens Hæderstegn. Hæderstegnet tildeles primært personer, som har en eller anden form for tilknytning til hoffet.
Hæderstegnet bæres for tiden af 24 personer.

## Rangering
Dannebrogsmændenes Hæderstegn og Ridderkorset skulle bæres i den rækkefølge, som de var tildelt, og rækkefølgen Ridderkors, Hæderstegn var en højere dekorering end Hæderstegn, Ridderkors. Hvis man blev tildelt Ridderkorset, når man allerede var blevet tildelt Hæderstegnet, blev Ridderkorset anset som en selvstændig dekorering, men hvis man først havde fået tildelt Ridderkorset, blev tildelingen af Hæderstegnet anset som en forfremmelse af Ridderkorset. Rækkefølgen Ridderkors, Hæderstegn (DM) blev efter 1952 også anset som en højere dekoration end det nye Ridderkors af 1. grad.
I 1952 blev Ridderkorset (emaljeret guldkors) afløst af et nyt Ridderkors (emaljeret sølvkors) og Ridderkorset af 1. grad (emaljeret guldkors og roset på båndet). Betegnelsen blev samtidig ændret til det kønsneutrale Dannebrogordenens Hæderstegn, som i modsætning til Dannebrogsmændenes Hæderstegn har roset på båndet. Det tildeles siden 1952 kun i særlige tilfælde til danske borgere, som allerede er bærere af Dannebrogordenen og regnes derfor som en særlig fornem udmærkelse – nærmest på niveau med Kommandørkorset – og det skal bæres før et Ridderkors eller Ridderkors af 1. grad.

## Andet
Ordenen uddeles af regenten uden en ministers underskrift.
Trængende Dannebrogsmænd havde tidligere adgang til understøttelse af Dannebrogsmændenes Pensionsfond, der blev bestyret af Ordenskapitlet.